# Post-selecció
En teoria de la probabilitat, la post-selecció és el fet de condicionar un espai de probabilitats a una ocurrència d'un esdeveniment donat. Això és, un cop s'ha post-seleccionat per un esdeveniment {\displaystyle E}, la probabilitat d'un altre esdeveniment {\displaystyle F} canvia de {\displaystyle Pr[F]}cap a la probabilitat condicional {\displaystyle Pr[F|E]}.
Per una probabilitat discreta, {\displaystyle Pr[F|E]={\frac {Pr[F\cap E]}{Pr[E]}}} i, per tant, cal que {\displaystyle Pr[E]} sigui estrictament positiu per tenir ben definida la post-selecció.
Alguns experiments quàntics utilitzen post-selecció després de l'experiment enlloc de la comunicació durant l'experiment, post-seleccionant el valor comunicat en una constant.